# In the Days of Witchcraft
Pour plus de détails, voir Fiche technique et Distribution.
In the Days of Witchcraft est un film muet américain réalisé par Fred Huntley et sorti en 1913 (Le titre peut être traduit littéralement par "dans les jours de la sorcellerie").

## Synopsis
Le film montre le puritanisme de la société anglaise durant les années fastes du commerce du coton. Un matin, Adam Radcliffe et sa femme trouvent un bébé abandonné sur le pas de leur porte. Mme Radcliffe, une femme austère, est déterminée à ne rien avoir à faire avec l'enfant. Cependant, Adam a le cœur plus tendre et réussit à garder le bébé dans la famille. L'enfant, nommé Anne, grandit et devient une belle jeune femme. C'est alors qu'un jeune cavalier du nom de Yorke vient visiter la colonie de la Nouvelle-Angleterre et s'installe chez les Radcliffe (grâce à une lettre d'introduction). Yorke tombe rapidement amoureux d'Anne. Cependant, Lady Beresford, une femme noble et sans scrupule, amoureuse de Yorke, l'a suivi et, pour provoquer la séparation de Yorke et d'Anne, prétend avoir été ensorcelée par Anne. La mère adoptive d'Anne, Mme Radcliffe qui n'a jamais été gentille avec elle, se range aux côtés de Lady Beresford et une accusation formelle est alors portée contre Anne. Cette dernière est alors jugée et condamnée au pieu pour sorcellerie. Au dernier moment, Yorke réussit à la sortir de la prison et s’échappe en Angleterre avec elle.

## Fiche technique
- Réalisation : Fred Huntley
- Scénario : Marie F. Lonsdale, d'après son histoire
- Production : William Nicholas Selig
- Date de sortie : États-Unis : 9 mai 1913

## Distribution
- Robert Arnold
- Eugenie Besserer
- Hobart Bosworth
- Wallace Brownslow
- George Hernandez
- Herbert Rawlinson
- George A. Williams